# Deborah Flood
Deborah Kirsty Flood –conocida como Debbie Flood– (Harrogate, 27 de febrero de 1980) es una deportista británica que compitió en remo.
Participó en tres Juegos Olímpicos de Verano, obteniendo dos medallas, plata en Atenas 2004 y plata en Pekín 2008, en la prueba de cuatro scull, y el sexto lugar en Londres 2012, en la misma prueba.
Ganó tres medallas de oro en el Campeonato Mundial de Remo entre los años 2006 y 2010.

## Palmarés internacional
| Juegos Olímpicos   | Juegos Olímpicos          | Juegos Olímpicos | Juegos Olímpicos |
| Año                | Lugar                     | Medalla          | Prueba           |
| ------------------ | ------------------------- | ---------------- | ---------------- |
| 2004               | Atenas (Grecia)           | Medalla de plata | Cuatro scull     |
| 2008               | Pekín (China)             | Medalla de plata | Cuatro scull     |
| Campeonato Mundial |                           |                  |                  |
| Año                | Lugar                     | Medalla          | Prueba           |
| 2006               | Eton (Reino Unido)        | Medalla de oro   | Cuatro scull     |
| 2007               | Múnich (Alemania)         | Medalla de oro   | Cuatro scull     |
| 2010               | Cambridge (Nueva Zelanda) | Medalla de oro   | Cuatro scull     |